# Olintepeque
Olintepeque – miasto w Gwatemali, w departamencie Quetzaltenango, położone 7 km na północ od stolicy departamentu miasta Quetzaltenango, nad rzeką Xequijel. Miasto leży w rozległej kotlinie w górach Sierra Madre de Chiapas, na wysokości 2350 m n.p.m. Według danych szacunkowych w 2012 roku miejscowość liczyła 22 825 mieszkańców.

## Gmina Olintepeque
Miasto jest siedzibą władz gminy o tej samej nazwie, która jest jedną z 24 gmin w departamencie. Gmina w 2012 roku liczyła 33 843 mieszkańców. 
Gmina jak na warunki Gwatemali jest niewielka, a jej powierzchnia obejmuje 36 km². Ludność gminy utrzymuje się głównie z rolnictwa oraz usług. W rolnictwie dominuje uprawa kukurydzy, pszenicy, fasoli i drzew owocowych.